# Sông Lại Giang
Sông Lại Giang hay Lợi Gieng là sông lớn thứ hai trong bốn con sông lớn của tỉnh Bình Định, nhỏ hơn sông Côn và lớn hơn sông Hà Thanh, sông La Tinh .

## Giới thiệu chung
Sông Lại Giang là sông lớn thứ hai của tỉnh Bình Định, nó được hình thành từ sự hợp nhất của hai dòng sông là sông An Lão và sông Kim Sơn. Sông An Lão khởi nguồn từ miền núi vùng tây bắc huyện An Lão. Thượng nguồn của sông An Lão là hai dòng sông Nước Đinh và Nước Ráp. Ở thượng nguồn sông An Lão chảy theo hướng Nam - Bắc, sau khi ra khỏi xã An Dũng sông chuyển hướng Tây Bắc – Đông Nam và tiếp tục chảy theo hướng này cho đến khi gặp sông Kim Sơn, trên đường đi sông được bổ sung nước từ các sông Nước Điệp và Nước Sáng. Sông An Lão có chiều dài khoảng 85 km và lưu vực rộng khoảng 697 km². Phụ lưu chính thứ hai của sông Lại Giang là sông Kim Sơn của huyện Hoài Ân. Tại các xã Đắc Mang và xã Ân Sơn ba dòng sông Nước Mang, Nước Lương và Nước Rong hợp lại thành sông Nước Lương. Sông Nước Lương chảy theo hướng Tây Bắc – Đông Nam cho đến khi gặp dòng sông Lớn. Tại xã Ân Nghĩa hai dòng sông Nước Làng và sông Lớn hợp lại thành sông Lớn chảy theo hướng Tây Nam – Đông Bắc cho đến khi gặp sông Nước Lương. Hai sông Nước Lương và sông Lớn hợp lại thành sông Lớn, sông này vẫn chảy theo hướng Tây Nam – Đông Bắc rồi gặp dòng sông Trắng và đổi tên là sông Kim Sơn. Sông Kim Sơn có chiều dài khoảng 64 km với lưu vực rộng khoảng 575 km². Hai dòng sông An Lão và sông Kim Sơn gặp nhau tại vùng giáp ranh giữa hai huyện Hoài Ân và thị xã Hoài Nhơn để trở thành sông Lại Giang, điểm gặp nhau này cách cầu Bồng Sơn khoảng 2 km về hướng tây. Sông Lại Giang chảy theo hướng Tây Nam - Đông Bắc và đổ ra biển Đông qua cửa An Dũ ở phường Hoài Hương. Sông có độ cao 400–825 m. Diện tích toàn lưu vực khoảng 1.269 km²; độ cao trung bình của lưu vực là 300 m; độ dốc bình quân của lưu vực nhỏ hơn 0,25.